# 曽我部和恭
曽我部 和恭（そがべ かずゆき、1948年4月16日 - 2006年9月17日）は、日本の声優、俳優、演出家、ナレーター、音楽家。旧芸名および本名は曽我部 和行（読み同じ）。

## 略歴

### 生い立ち
千葉県船橋市で戦国武将・長宗我部氏の末裔（）の家系であるサラリーマンの家に出生。小学校6年生の頃東京都に転居し、千代田区立神田一橋中学校、東京都立一橋高等学校を経て、敬愛大学経済学部へ入学。中学2年からエレキギターで作曲するようになり、歌手を目指して大学を4年で中退して日本テレビタレント養成所へ入る。演技を学ぶうちに芝居への意欲が涌き、22歳でテアトル・エコーの養成所に加入。
当時はバンドを最初に結成したのは高校2年生の時であり、クラスにギターの上手い人物がいた。あのころにしてみれば『パイプライン』、『ダイヤモンドヘッド』などは最高のテクニックを要する曲だったわけであり、ギターを見ずにほかの人物を見ながら弾いていた。あのころは「こいつは天才だ」と思い、悔しくてやり始めたわけだったという。ギタリストになろうとは全然思っておらず、人間の指が5本しかないが、弦が6本もあることから、「こいつは人間が弾けるもんじゃない」と思っていた。ただし「とにかく何曲か覚えたいな」と思っていたという。セミプロのような形でバンドをしていた。しかしテクニック的な問題でリズム&ブルースまでついて行けたが、ニューロックになってから少しついて行けなくなり、バンドから脱退。歌の勉強をしようと思い、前述のとおり、日本テレビタレント養成所に入ったという。

### キャリア
熊倉一雄や納谷悟朗の指導を受け、テアトル・エコーの舞台公演に出演するとともに、研究生時代からアニメ作品や洋画吹替の声優に端役として参加した。初舞台は井上ひさし作『11ぴきのねこ』のにゃん吾役。声優デビュー作は1972年公開のアニメ映画『パンダコパンダ』のおまわりさん役。1974年に『破裏拳ポリマー』でアニメ作品への初主演を果たした。「タイムボカンシリーズ」では『ゼンダマン』の主人公・鉄ちゃん / ゼンダマン1号に内定しており、主題歌のレコーディングにも台詞収録で参加していたが、番組初収録直前に体調不良となり、降板した（なお、第49話にはコジロー役でゲスト出演している）。その2年後には同シリーズ続編の『ヤットデタマン』に時ワタル / ヤットデタマン役で主演を果たしている。
1977年には野島昭生、神谷明と飲みに行った席で演奏したギターがあまりにも上手だったのがきっかけで、古谷徹、古川登志夫らを呼び込み声優バンド「スラップスティック」を発足。リードギターと作詞・作曲を担当していた。私生活では1980年6月に結婚。テアトル・エコーの正所属となり舞台の演出も手掛けていたが、1990年代に青二プロダクションへ移籍した。
1970年代には、神谷、中尾隆聖、内田直哉、福沢良一らと共に演劇・音楽ユニットフォーインワンとして活動をしていたことがある（曽我部は演出を担当）。また、地元・千葉県の自治体主催のママさん劇団「陽気妃」の舞台演出家としても活動していた。

### 引退・晩年
自身の声に衰えを感じたとして2000年12月31日に一時引退した。持ち役は主に置鮎龍太郎、稲田徹らに引き継がれたが、2004年に発売された『絶対無敵ライジンオー』・『元気爆発ガンバルガー』DVD-BOX購入特典の新作ドラマCD『絶対爆発ライジンオー対ガンバルガー』に持ち役のヤミノリウスIII世役で出演。また、『元気爆発ガンバルガー』DVD-BOX発売の際にはヤミノリウスIII世として「テレビから離れて部屋を明るくして見るように」と注意する新録音声が各巻冒頭に収録されており、これらが最後の出演となった。
2005年に出版されたムック本『アマゾンから帰ってきた男 別冊』では『仮面ライダーアマゾン』に関してインタビューを受けている。本書の中では特撮とアニメのアフレコの違いや『仮面ライダーアマゾン』以外にも、一番印象に残っている洋画の吹き替え役などを語っている。本人は引退を否定し、将来に対する復帰への意欲を語っており、近影も掲載されていた。
2006年9月17日午後20時頃、食道癌のため千葉県内の病院で死去。58歳没。死の2か月前に癌が見つかった時点では、既に進行した末期状態で手の施しようもない状態だったという。葬儀に参列した旧友たちは、スラップスティックなどの間でも「痩せすぎ」とネタにされていた曽我部のスマートな容貌がさらに痩せ細っているのを見て、思わず涙をこぼしたという。

## 人物
ニックネームはガベさん。一人っ子だった。剣道二段。趣味はサングラス収集。好きなミュージシャンはザ・ベンチャーズ、ジミ・ヘンドリックス、ジェフ・ベック、寺内タケシ。好きな作家は半村良、平井和正、エラリー・クイーン、モーリス・ルブラン。寺内タケシとバニーズのころにちょこちょこ入りびたっていた時期があった。好きな言葉は「悔いのない毎日」。
役柄としては、美形のキャラクターを数多く担当した。洋画の吹き替えでは、ジャン・クロード・ヴァンダムの初期作品数本を担当した。

## 後任
曽我部の体調不良に伴う降板および一時引退後、持ち役を引き継いだ人物は以下の通り。ゲーム『スーパーロボット大戦シリーズ』における『超電磁マシーン ボルテスV』の峰一平、『機動戦士ガンダム』のジーン、『聖戦士ダンバイン』のビショット・ハッタなど一部キャラクターなどは曽我部が引退前に収録した音声を現在まで使用し続けている。
| 後任       | 役名                             | 概要作品                                                                       | 後任の初担当作品                                       |
| ---------- | -------------------------------- | ------------------------------------------------------------------------------ | ------------------------------------------------------ |
| 三ツ矢雄二 | 鉄ちゃん / ゼンダマン1号         | 『ゼンダマン』                                                                 | 第1話                                                  |
| 置鮎龍太郎 | アイザック・ゴドノフ             | 『銀河旋風ブライガー』                                                         | 『スーパーロボット大戦α外伝』                          |
| 置鮎龍太郎 | シュテッケン・ラドクリフ         | 『銀河烈風バクシンガー』                                                       | 『スーパーロボット大戦GC』                             |
| 置鮎龍太郎 | ブルース・カール・バーンステイン | 『銀河疾風サスライガー』                                                       | 『スーパーロボット大戦GC』                             |
| 置鮎龍太郎 | 双子座のサガ                     | 『聖闘士星矢』                                                                 | 『聖闘士星矢 冥王ハーデス十二宮編』                    |
| 置鮎龍太郎 | 双子座のカノン                   | 『聖闘士星矢』                                                                 | 『聖闘士星矢 冥王ハーデス十二宮編』                    |
| 安井邦彦   | ポリマー                         | 『破裏拳ポリマー』                                                             | 『タツノコ VS. CAPCOM CROSS GENERATION OF HEROES』     |
| 稲田徹     | ザクロン                         | 『無敵ロボ トライダーG7』                                                      | 『スーパーロボット大戦GC』                             |
| 稲田徹     | 南の界王神                       | 『ドラゴンボールZ』                                                            | 『ドラゴンボール改』                                   |
| 稲田徹     | トーマ                           | 『ドラゴンボールZ たったひとりの最終決戦〜フリーザに挑んだZ戦士 孫悟空の父〜』 | 『ドラゴンボールヒーローズ』                           |
| 増谷康紀   | ドクター・ミュー                 | 『ドラゴンボールGT』                                                           | 『ドラゴンボールヒーローズ』                           |
| 高塚正也   | ミラン・レックス                 | 『∀ガンダム』                                                                  | 『スーパーロボット大戦α外伝』                          |
| 松永英晃   | ミラン・レックス                 | 『∀ガンダム』                                                                  | 『劇場版 ∀ガンダム』                                   |
| 堀内賢雄   | 千葉鷹志                         | 『エースをねらえ!』                                                            | 『エースをねらえ! 狙打 〜タイピングスマッシュ〜』      |
| 岡幸二郎   | 山本明                           | 「宇宙戦艦ヤマトシリーズ」                                                     | 『さらば宇宙戦艦ヤマト 愛の戦士たち』                  |
| 伊藤健太郎 | 山本明                           | 「宇宙戦艦ヤマトシリーズ」                                                     | 『宇宙戦艦ヤマト 暗黒星団三部作』                      |
| 加藤亮夫   | ラングリー                       | 『X-ファイル』テレビ朝日放送版                                                 |                                                        |
| 田原アルノ | ベン・ベックマン                 | 『ONE PIECE』                                                                  | 第151話                                                |
| 園部啓一   | シルバーズ・レイリー             | 『ONE PIECE』                                                                  | 第397話                                                |
| 梁田清之   | 夕月京四郎                       | 『闘将ダイモス』                                                               | 『第2次スーパーロボット大戦α』                         |
| 関口英司   | ヤミノリウスIII世                | 『元気爆発ガンバルガー』                                                       | 『サンライズ英雄譚2』                                  |
| 遠藤守哉   | 人造人間13号                     | 『ドラゴンボールZ 極限バトル!!三大超サイヤ人』                                 | 『ドラゴンボールZ Sparking!』                          |
| 家中宏     | サイコ・マンティス               | 「メタルギアシリーズ」                                                         | 『メタルギアソリッド バンドデシネ』                    |
| 飯塚昭三   | サイコ・マンティス               | 「メタルギアシリーズ」                                                         | 『メタルギアソリッド4』                                |
| 斉藤次郎   | ライル                           | 『機動戦士ガンダム 逆襲のシャア』                                              | 『機動戦士ガンダム ギレンの野望 アクシズの脅威』       |
| 徳山靖彦   | 山ちゃん（山口利光）             | 『ちびまる子ちゃん』                                                           | 第449話                                                |
| 真殿光昭   | ドミニク・ルカ                   | 『特別狙撃隊S.W.A.T.』                                                         | DVD用追加収録部分                                      |
| 速水奨     | 美しい魔闘家鈴木                 | 『幽☆遊☆白書』                                                                 | 『THE BATTLE OF 幽☆遊☆白書 〜死闘! 暗黒武術会〜 120%』 |
| 亀山雄慈   | 美しい魔闘家鈴木                 | 『幽☆遊☆白書』                                                                 | 『幽☆遊☆白書 100%本気バトル』                          |

## 出演
※太字はメインキャラクター。

### テレビアニメ
1973年
- 侍ジャイアンツ
- ジャングル黒べえ
- ど根性ガエル（1973年 - 1974年）
- 荒野の少年イサム

1974年
- エースをねらえ!
- 破裏拳ポリマー（鎧武士 / ポリマー）

1975年
- 宇宙の騎士テッカマン（男A）
- ガンバの冒険（太一）
- ゲッターロボG（牛餓鬼）
- はじめ人間ギャートルズ
- みつばちマーヤの冒険（ミツバチの子供）

1976年
- ゴワッパー5 ゴーダム（志摩仙太郎）
- 母をたずねて三千里（トニオ・ロッシ）
- ピコリーノの冒険（ウサギ）
- マシンハヤブサ（隼剣）
- UFO戦士ダイアポロン（少年）

1977年
- 合身戦隊メカンダーロボ（八島小次郎）
- 元祖天才バカボン
- 激走!ルーベンカイザー（立花秀人）
- 女王陛下のプティアンジェ（マイケル）
- 超電磁マシーン ボルテスV（1977年 - 1978年、峰一平）
- ドカベン（1977年 - 1979年、アナウンサー、谷松）

1978年
- 一球さん（大友俊）
- 宇宙戦艦ヤマト2（1978年 - 1979年、ラーゼラー、山本明）
- 新・エースをねらえ!（千葉鷹志）
- 新・巨人の星
- 闘将ダイモス（1978年 - 1979年、京四郎）
- 無敵鋼人ダイターン3（ウォン・ロー）
- 野球狂の詩（1978年 - 1979年、火浦健）
- 一休さん

1979年
- 赤毛のアン（アラン牧師）
- SF西遊記スタージンガー（ロカン）
- 機動戦士ガンダム（ジーン、ワッケイン）
- さすらいの少女ネル（謎の男 / マリオ・トレント）
- 科学忍者隊ガッチャマンII（パンサー）

1980年
- 宇宙戦艦ヤマトIII（平田一）
- 宇宙戦士バルディオス（カイザー）
- 銀河鉄道999（ナール）
- ゼンダマン（コジロー）
- タイムパトロール隊オタスケマン（ヒル）
- 太陽の使者 鉄人28号（ナレーター）
- 釣りキチ三平（アナウンサー）
- ニルスのふしぎな旅（アーサー）
- 無敵ロボ トライダーG7（1980年 - 1981年、ザクロン、山下）
- 闇の帝王 吸血鬼ドラキュラ（イエナス）

1981年
- 銀河旋風ブライガー（1981年 - 1982年、かみそり・アイザック）
- 最強ロボ ダイオージャ（シャトレ）
- 新竹取物語 1000年女王（1000年盗賊首領〈覆面時〉）
- 太陽の牙ダグラム（J・ロック）
- ダッシュ勝平（狂四郎）
- タイガーマスク二世（笹本邦彦）
- ヤットデタマン（1981年 - 1982年、時ワタル）
- 六神合体ゴッドマーズ（ガッシュ〈第43話・第44話代役〉）

1982年
- 銀河烈風バクシンガー（1982年 - 1983年、もろ刃のシュテッケン）
- 新・ど根性ガエル
- 二死満塁（タワー）
- パタリロ!（バンコラン）

1983年
- 亜空大作戦スラングル（ゲルハルト）
- うる星やつら
- 銀河疾風サスライガー（1983年 - 1984年、ブルース）
- 聖戦士ダンバイン（ビショット・ハッタ）
- プラレス3四郎（徐白竜）
- 未来警察ウラシマン（フューラー〈青年時〉）

1984年
- アタッカーYOU!（三田村慎吾）
- キャッツ♥アイ（スリム・サスペンス）
- 重戦機エルガイム（クロソ）
- 名探偵ホームズ（マック）

1985年
- ダーティペア（カイア、ルーバー公）
- 超獣機神ダンクーガ（隊長）
- 魔法の妖精ペルシャ（伯爵）
- ルパン三世 PARTIII

1986年
- あんみつ姫（クニ）
- 銀河探査2100年 ボーダープラネット
- 北斗の拳（ヒューイ）
- ロボタン

1987年
- 愛の若草物語（アンソニー・ブーン）
- 聖闘士星矢（1987年 - 1989年、アーレス教皇 / サガ、シードラゴン / カノン）
- ついでにとんちんかん（影山）
- ハイスクール!奇面組（千絵の父）

1988年
- ミスター味っ子（武智村正）

1989年
- ジャングル大帝（ガブ）

1990年
- 昆虫物語 みなしごハッチ（キラー）
- 三丁目の夕日（松下さん、薄井文房具店の若旦那）
- ジャングルブック・少年モーグリ（サガ）
- ドラゴンボールZ たったひとりの最終決戦〜フリーザに挑んだZ戦士 孫悟空の父〜（トーマ）

1991年
- 機甲警察メタルジャック（ハーマン）
- 新世紀GPXサイバーフォーミュラ（ジョン・クリーブ）

1992年
- 元気爆発ガンバルガー（1992年 - 1993年、ヤミノリウスIII世 / 闇野響史）
- 美少女戦士セーラームーン（1992年 - 1993年、クンツァイト）

1993年
- GS美神（唐巣神父）
- SLAM DUNK（杉山祥太）
- 勇者特急マイトガイン（ハンゾウ）
- 幽☆遊☆白書（1993年 - 1994年、画魔、魔闘家鈴木）

1994年
- 赤ずきんチャチャ（きゅーぴふぇるちゃん）
- ツヨシしっかりしなさい（松下）
- 勇者警察ジェイデッカー（1994年 - 1995年、新庄健、ハイジャス人）

1995年
- ちびまる子ちゃん（山口利光〈初代〉）
- ドラゴンボールZ（南の界王神）

1996年
- ドラゴンボールGT（1996年 - 1997年、レジック、ドクターミュー、医師長、ラッカル） - 1シリーズ + 特別編

1997年
- ゲゲゲの鬼太郎（第4作）（1997年 - 1998年、鈴木、旧鼠）
- 中華一番!（コチョウ）
- 勇者王ガオガイガー（犬吠埼）

1998年
- SHADOW SKILL -影技-（サイ＝オー）
- ロスト・ユニバース（ゴルンノヴァ）

1999年
- 神八剣伝（エルメ、イーギ）
- ∀ガンダム（ミラン・レックス）
- ONE PIECE（ベン・ベックマン、シルバーズ・レイリー〈第8話〉）

2000年
- クレヨンしんちゃん（ジェームス）
- タイムボカン2000 怪盗きらめきマン（ハリウッソ監督）

### 劇場アニメ
1970年代
- さらば宇宙戦艦ヤマト 愛の戦士たち（1978年、ラーゼラー）
- エースをねらえ!（1979年、千葉鷹志）
- 野球狂の詩（1979年、火浦健）

1980年代
- サイボーグ009 超銀河伝説（1980年、008 / ピュンマ）
- 11ぴきのねこ（1980年、ネコI）
- 機動戦士ガンダム（1981年、ワッケイン）
- 1000年女王（1982年、天文台 白石所員）
- クラッシャージョウ（1983年、キリー）
- チョロQダグラム
- ドキュメント 太陽の牙ダグラム（1983年、J・ロック）
- パタリロ! スターダスト計画（1983年、バンコラン）
- オーディーン 光子帆船スターライト（1985年、那良徹）
- カムイの剣（1985年、サム）
- 11ぴきのねことあほうどり（1986年、ネコE）
- 王立宇宙軍 オネアミスの翼（1987年、マティ）
- 機動戦士ガンダム 逆襲のシャア（1988年、ライル艦長）
- 聖闘士星矢 真紅の少年伝説（1988年、サガ）
- ギャラガ HYPER PSYCHIC GEO GARAGA（1989年、キサール）

1990年代
- 走れ!白いオオカミ（1990年）
- ドラゴンボールZ 極限バトル!!三大超サイヤ人（1992年、人造人間13号）
- GS美神 極楽大作戦!!（1994年、唐巣神父）
- Jリーグを100倍楽しく見る方法!!（1994年）
- MEMORIES 「最臭兵器」（1995年、同僚）
- (超)劇場版!地獄先生ぬ〜べ〜（1996年、黒マント）

### OVA
1985年
- 吸血鬼ハンターD（麗銀星）
- メガゾーン23（プロデューサー）

1986年
- ザ・ヒューマノイド 哀の惑星レザリア（プラウド総督）
- バリバリ伝説「PART II 鈴鹿篇」（高根沢）

1987年
- 学園特捜ヒカルオン（天草志郎）
- 湘南爆走族2 1/5LONELY NIGHT（小野寺トシユキ）
- デッドヒート（ナツオ）
- TO-Y（カイエ）
- ドリームハンター麗夢III 夢隠 首なし武者伝説（美衆達彦）
- ブラックマジック M-66（リコー）

1988年
- 宇宙の戦士（ヘンドリック）
- 神州魑魅変（柳生幻流）
- メタルスキンパニック MADOX-01（キルゴア中尉）
- 竜世紀（魔青年、通信員）
- バブルガムクライシス（ラルゴ）

1989年
- 虚無戦史MIROKU（猿飛佐助）
- 銀河英雄伝説（クリスチアン大佐）
- 湘南爆走族5 青ざめた暁（火影彫二）
- 聖獣機サイガード -CYBERNETICS・GUARDIAN-（教祖）
- 手天童子（結命党）
- 超人ロック ロードレオン（ツェン・リー）

1990年
- 電脳都市OEDO808（矢間花卓）

1991年
- 柔道部物語（平尾勝）
- バブルガム・クラッシュ!（ラルゴ）

1992年
- 創竜伝（1992年 - 1993年、Dr.クランショー）
- 時元戦国史 黒の獅士 陣内篇（織田信長）

1993年
- ジェノサイバー 虚界の魔獣（グリムソン）
- 銃夢（ギメ）

1994年
- タイムボカン王道復古（ポリマー）
- 超時空世紀オーガス02（スカラマンガ国王）
- 七都市物語 〜北極海戦線〜（マディソン将軍）

1997年
- サイコダイバー 魔性菩薩（殺し屋A）

1998年
- MASTERキートン（ミハイル）

### ゲーム
2008年以降の出演作品は生前の収録音声を使用したライブラリ出演。
1983年
- エシュズオルンミラ（ダン・デービス）

1991年
- コブラII 〜伝説の男（ビガロ）
- BURAI 八玉の勇士伝説（ビドー・クレラント）

1992年
- BURAI2 闇皇帝の逆襲（ビドー・クレラント）

1993年
- ダーク・ウィザード 蘇りし闇の魔導士（サーム、魔神アーリマン）
- 幽☆遊☆白書（吏将、美しい魔闘家・鈴木）※スーパーファミコン版

1994年
- 美少女戦士セーラームーン（クンツァイト）※PCエンジン版

1995年
- 東京ダンジョン（ポト）
- ブルー・シカゴ・ブルース（ブライス・リッチ）

1996年
- 新スーパーロボット大戦（峰一平）

1997年
- スーパーロボット大戦F / F完結編（1997年 - 1998年、ビショット・ハッタ） - 2作品
- ネクストキング 恋の千年王国（ベトニー）
- フェーダ2（トールマン）
- マリカ 〜真実の世界〜（ムハマド）

1998年
- OverBlood2（ゼノ・ラゾール） - PlayStation版
- 機動戦士ガンダム ギレンの野望（ワッケイン司令）
- ボカンですよ（ヤットデタマン）
- BLACK/MATRIX（ケルビム）
- メタルギアソリッド（サイコ・マンティス）

1999年
- スーパーロボット大戦コンプリートボックス（ジーン）

2000年
- 機動戦士ガンダム ギレンの野望 ジオンの系譜（ワッケイン司令）
- さらば宇宙戦艦ヤマト（ラーゼラー）
- サンライズ英雄譚R（ビショット・ハッタ）
- スーパーロボット大戦α（峰一平、ビショット・ハッタ）
- タツノコファイト（ポリマー〈鎧武士〉）

2001年
- スーパーロボット大戦α for Dreamcast（峰一平、ビショット・ハッタ）
- スーパーロボット大戦α外伝（峰一平）
- ボカンGoGoGo（ヤットデタマン）

2002年
- 機動戦士ガンダム ギレンの野望 ジオン独立戦争記（ワッケイン司令）

2003年
- 第2次スーパーロボット大戦α（峰一平）

2004年
- スーパーロボット大戦GC / XO（2004年 - 2006年、ジーン） - 2作品

2005年
- 第3次スーパーロボット大戦α 終焉の銀河へ（峰一平）

2008年
- 機動戦士ガンダム ギレンの野望 アクシズの脅威 / アクシズの脅威V（2008年 - 2009年、ワッケイン司令）
- スーパーロボット大戦A ポータブル（峰一平）
- メタルギアソリッド4（サイコ・マンティス）

2011年
- 機動戦士ガンダム 新ギレンの野望（ワッケイン司令）

2015年
- スーパーロボット大戦BX（ビショット・ハッタ）

2019年
- スーパーロボット大戦DD（峰一平）

2021年
- スーパーロボット大戦30（峰一平） - DLC追加キャラクター

### 吹き替え

#### 俳優
ジャン＝クロード・ヴァン・ダム
- ダブル・インパクト（チャド）※日本テレビ版
- ブルージーン・コップ（ルイス・バーク）※日本テレビ版
- ライオンハート（リヨン・ゴルチエ）※テレビ東京版

ジョン・タトゥーロ
- L.A.大捜査線/狼たちの街（カール・コーディ）※TBS版
- ハスラー2（ジュリアン）※フジテレビ版
- ミラーズ・クロッシング（バーニー・バーンバウム）

#### 映画
- アウトロー（ジェイミー〈サム・ボトムズ〉）※テレビ朝日版
- 青い体験（アントニオ）
- アメリカン・グラフィティ（ジョー〈ボー・ホプキンス〉）※TBS版
- インナー・スペース ※TBS版
- SF巨大生物の島 ※日本テレビ版
- 大いなる決闘（シェルビー）
- お葬式だよ全員集合!（アンズワース〈ディラン・ベイカー〉）
- カリフォルニア・ドリーミング（マイケル）
- 危険な関係（アゾラン〈ピーター・カパルディ〉）
- クライング・ゲーム（マグワイア〈エイドリアン・ダンバー〉）
- グリース（ケニッキー〈ジェフ・コナウェイ〉）※日本テレビ版
- クルージング（スティーヴ・バーンズ〈アル・パチーノ〉）
- 黒馬物語（英語版）（サム・グリーン）※ビデオ版
- 黒馬物語 ブラック・ビューティー（ジェリー・バーカー〈デヴィッド・シューリス〉）
- ゴースト・チェイス（英語版）（カール）
- コイサンマン（マテオ） ※ビデオ版（「マーシーのファミリー吹替版」）
- ザ・ドライバー（フィンガー〈ウィル・ウォーカー〉）※日本テレビ版
- ザ・ハルマゲドン/ワーロック リターンズ（英語版）（ネイサン・シンクレア）
- 地獄の戦線（ケリガン〈ジャック・ケリー〉）※テレビ東京版
- 地獄のモーテル（ブルース・スミス〈ポール・リンク〉）
- 13日の金曜日（ビル〈ハリー・クロスビー〉）
- ジョーズ2（ボブ）
- 処刑ライダー（マーフィ）※テレビ朝日版
- 知られざる戦場/フィリップ・カプートの青春（マーク・マックロイ〈キース・キャラダイン〉）
- スーパーコップ90（ラリー・ハモンド〈デヴィッド・カルーソ〉）※ビデオ版
- スタートレックII カーンの逆襲（パベル・チェコフ〈ウォルター・ケーニッヒ〉）※日本テレビ版（LD・通常盤DVD収録）
- スタートレックIII ミスター・スポックを探せ!（パベル・チェコフ〈ウォルター・ケーニッヒ〉）※日本テレビ版（LD・通常盤DVD収録）
- 続・荒野の七人（チコ）※TBS版
- 第27囚人戦車隊（英語版）（カルフ伍長〈デヴィッド・パトリック・ケリー〉）
- ダイ・ハード（フリッツ）※テレビ朝日版
- ダイ・ハード2（ガーバー〈ドン・ハーヴェイ〉）※ソフト版
- タイムマスター/アラジンの秘宝（アリ・ババ）
- 地下室の悪夢（英語版）（ジョン〈デヴィッド・アンドリュース〉）※ビデオ版
- 血まみれギャングママ（ロイド・バーカー〈ロバート・デ・ニーロ〉）
- ツインズ（警官）※テレビ朝日版
- デューン/砂の惑星（ダンカン〈リチャード・ジョーダン〉）※テレビ朝日版（BD収録）
- 天使にラブ・ソングを…（ウィリー〈リチャード・ポートナウ〉）※ソフト版
- トゥルー・カラーズ（ジョン・パルメリ〈マンディ・パティンキン〉）
- トップガン（クーガー〈ジョン・ストックウェル〉）※フジテレビ版
- ドラゴン少林拳（カオ・リー）
- ヌーキー（ナレーション）
- バーチャル・ウォーズ（局長〈ディーン・ノリス〉）
- バットマン オリジナル・ムービー（エドワード・ニグマ / ナゾラー〈フランク・ゴーシン〉）※ソフト版
- パニック・イン・スタジアム（テッド・シェリー）※テレビ朝日版
- ビートルジュース（マクシー・ディーン〈ロバート・グーレ〉）
- ビッグ・ビジネス（ガース・ラトリフ）※ビデオ版
- 羊たちの沈黙（バッファロー・ビル〈テッド・レヴィン〉）※テレビ朝日版、（ロデン〈ダン・バトラー〉）※ビデオ版
- ヒドゥン（レコード店店員、ロバーツ巡査〈ブランスコム・リッチモンド〉）
- ピンク・キャデラック（ロイ）※ソフト版
- ファイナル・オプション（ロッド・ウォーカー）※テレビ朝日版（BD収録）
- フィービー・ケイツの 私の彼は問題児（ミッキー〈ロン・エルダード〉）※ビデオ版
- 復讐のビッグガン（ダックス〈ヴァンサン・ランドン〉）
- プラトーン ※テレビ朝日版
- フランケンシュタイン/禁断の時空（英語版）（パーシー・シェリー〈マイケル・ハッチェンス〉）
- ブレインストーム（マイケル・ブレイズ〈クリストファー・ウォーケン〉）
- 変質犯テリー/殺人コレクターの甘い疼き（テリー・ランバート〈ジョン・サヴェージ〉）
- ぼくの美しい人だから（英語版）（ラリー・クラッグマン）
- ポリスアカデミー6 バトルロイヤル（エース〈ゲリット・グレアム〉）※ソフト版
- ポリス・ストーリー2/九龍の眼（署長）※ビデオ版
- マルキ（英語版）（マルキ侯爵）
- ゆりかごを揺らす手（ヴィクター・モット〈ジョン・デ・ランシー〉）※ソフト版
- ユン・ピョウ in ドラ息子カンフー（ヌガイ公子〈フランキー・チェン〉）※ビデオ版
- リーサル・ウェポン2/炎の約束（ハンス〈マーク・ロルストン〉）※ソフト版
- ルーキー（ロコ）※ソフト版
- ロボハンター 霊幻暗黒團大戦争（コール）
- わたしは目撃者（カルロ・ジョルダーニ〈ジェームズ・フランシスカス〉）

#### ドラマ
- アメリカン・ヒーロー #42（フランシスコ・デルヴェラ）
- V（マイク・ドノバン〈マーク・シンガー〉）※ソフト版
- がんばれ!ベアーズ シーズン2 #8（売り子）
- 刑事スタスキー&ハッチ（ナイト巡査〈ウィリアム・コート〉）
  - シーズン1 #10（ジム・マーチ・ライトウッド）
- 刑事トマ（ポール〈マイケル・マーゴッタ〉）
- 三国志（陳震、文醜）
- ジェシカおばさんの事件簿（パページアン〈ルネ・オーベルジョノワ〉）
- シャーロック・ホームズの冒険「ギリシャ語通訳」（ハロルド・ラティマー）
- 私立探偵マグナム シーズン2 #19（テイラー・ハースト）
- 地上最強の美女たち!チャーリーズ・エンジェル
  - シーズン1 #21（トム・レヴィン）
  - シーズン2 #11（ジェイス）、#18（アリ・サリム）
- 地上最強の美女バイオニック・ジェミー（ラス〈サム・チューJr〉）
- 超音速ヒーロー ザ・フラッシュ（ジェイソン・ブラッセル〈レニー・フォン・ドーレン〉）※日本テレビ版
- 特捜刑事マイアミ・バイス
  - シーズン2 #19（アール・ホッジス）
  - シーズン3 #5（ビル・ペピン州検事〈テリー・キニー〉）、#11（トーマス・ウォルドマン）
- 特別狙撃隊S.W.A.T.（ドミニク・ルカ〈マーク・シエラ〉）
- 特攻野郎Aチーム
  - シーズン1 #2（ブラザー・スティーブン〈ゲリット・グレアム〉）
  - シーズン3 #6（ウィリアムズ）、#24（マックスウェル）
  - シーズン4 #17（ラスティ・ブラックバーン〈マイケル・ボーウェン〉）
- ルーツ（カディ・トレイ〈O・J・シンプソン〉、エリック・ラッセル〈イアン・マクシェーン〉、ヴァージル・ハーヴィ）※ソフト版
- ロンサム・ダブ（ルーク〈スティーヴ・ブシェミ〉）

#### アニメ
- アニメ・ザ・ビートルズ（リンゴ・スター）
- ベティちゃん（本編の中でのナレーション）※東京12チャンネル版
- スヌーピーとチャーリーブラウン（リラン・ヴァン・ペルト）
- 地上最強のエキスパートチーム G.I.ジョー（ブリーカー、ブザー）

### 特撮
- SFドラマ 猿の軍団（ウーリーの声）
- 仮面ライダーシリーズ
  - 仮面ライダーアマゾン（ハチ獣人の声）
  - 仮面ライダー (スカイライダー)（ライダーマンの声）※54話のみ
  - 仮面ライダースーパー1（ハサミンブラッドの声、仮面ライダーXの声〈劇場版〉）
- 超電子バイオマン（新頭脳ブレインの声）

### ラジオドラマ
- オリベッティオフライン劇場『江戸川乱歩の湖畔亭事件』（主人公）※ニッポン放送
- 連続ラジオコミック・超人ロック『ロードレオン』（ロード・レオン）※ニッポン放送
- 夜のドラマハウス『恋するベッキー』（トーマス）※ニッポン放送、スラップスティックとして番組にも出演
- 魔神英雄伝ワタル3 虎王伝説（陵候）※文化放送
- サイボーグ009（002 / ジェット・リンク）
- がきデカ（西城ヨシオ）

### ドラマCD
- 孔雀王 暗黒大魔王篇（宮毘羅）
- JOKER（海王寺弓人）
  - JOKER FILE.1 ムーン・ファンタジー
  - JOKER FILE.2 ドリーム・プレイング・ゲーム
- 絶対爆発ライジンオー対ガンバルガー（ヤミノリウスIII世）※非売品
- 魔神英雄伝ワタル3 CDシネマ4 - 6（光の龍玉〈風色の龍〉）
- 魔神英雄伝ワタル3 虎王物語 虎王伝説 CDシネマ1 虎王闇嵐編（陵候）
- 闇の末裔（伯爵）

### カセットブック
- 集英社カセットコミックシリーズ 魁!!男塾 天挑五輪大武會編（朱鴻元）
- 聖闘士星矢『黄金十二宮（後編）』（サガ〈悪〉）
- 美少女戦士セーラームーンそのに（クンツァイト）
- 有閑倶楽部『ピジョン・ブランは危険なサイン』（松竹梅魅録）

### テレビドラマ
- ジャングル 13（1987年、NTV・東宝）

### ナレーション
- ビートたけしのTVタックル（テレビ朝日）

## 音楽

### アルバム
| 枚  | 発売年 | レーベル       | 規格品番 | タイトル         |
| --- | ------ | -------------- | -------- | ---------------- |
| 1st | 1980年 | キングレコード | SKS-118  | 青春ひとりぼっち |
| 2nd | 1981年 | キングレコード | K25A-157 | 想い出の続き     |
| 3rd | 1982年 | キングレコード | K25A-249 | 摩天楼ラブ       |

### 参加作品
- 陽気なマルコ（『母をたずねて三千里』挿入歌、大杉久美子とデュエット）
- パタリロ! サウンドトラック
  - クックロビン音頭（『パタリロ!』EDテーマ、白石冬美と共にスラップスティックとして野島昭生、古谷徹、古川登志夫、三ツ矢雄二と参加）
  - 薔薇の戦士
- 元気爆発ガンバルガー ヴォーカルアルバム 歌は綴るよ！
  - ガンバー体操（『元気爆発ガンバルガー』EDテーマ、元気爆発隊のメンバーとして折笠愛、南央美、島田敏、緒方賢一と参加）
  - 偉大なる大魔界
  - そんないつもの青空CITY（折笠愛とデュエット）
- 幽☆遊☆白書 ミュージックバトル編3〜魔界伝説〜
  - 美しすぎて…
- スラップスティックのリードギター・作詞作曲を担当し、ボーカルとしても多数楽曲に参加

### 楽曲提供
- 古川登志夫 ファーストアルバム 『TIME WAVE』（LP）
  - I Can't Anymore（作詞：古川登志夫、編曲：矢野立美）
  - Time Wave（作詞：古川登志夫、編曲：矢野立美）